# Chris Bauer
Chris Bauer, född 28 oktober 1966 i Los Angeles, är en amerikansk skådespelare.
Bauer har bland annat medverkat i TV-serien True Blood. Han har även medverkat i filmerna Tomorrowland: A World Beyond och Flags of Our Father.

## Filmografi (i urval)
- 1997 – Snövit: En skräcksaga
- 1997 – Djävulens advokat
- 1999 – Flawless
- 1999 – Super 8
- 2003 – The Wire (TV-serie)
- 2006 – Flags of Our Fathers
- 2008–2014 – True Blood (TV-serie)
- 2015 – Tomorrowland: A World Beyond
- 2021 – Heels (TV-serie)